# Casa Doctor Víctor Conill
La Casa Doctor Víctor Conill és una obra de Maçanet de la Selva (Selva) inclosa a l'Inventari del Patrimoni Arquitectònic de Catalunya.

## Descripció
L'edifici és de planta rectangular i està adossat a la part noble de la Força de Cartellà. La façana principal consta d'una planta baixa i un pis noble, així com un àtic. Destaca la galeria del pis noble, així com les diverses balaustrades. Les portes i finestres són voltejades per un lleuger marc de guix. Tota l'edificació és de maó arrebossat i pintat de blanc. A la part lateral, hi ha unes galeries o balconades de fusta treballada.

## Història
El senyor Cabanyes de Lloret, un important hisendat, decideix comprar la torre-capella de Cartellà, adquirint-la en subhasta. No li acabava de satisfer l'antiga torre com a habitatge, així que va decidir construir un annexa enganxat a l'antiga torre, el qual serà projectat seguint la tipologia indiana. El senyor Cabanyes, arran de la gran inversió econòmica realitzada, es va acabar arruïnant i es va veure obligat a vendre’s tota la finca per tal de sufragar les deutes. Posteriorment és quan entra en escena el Doctor Víctor Conill, el qual va comprar la finca. A diferència del seu antecessor, a aquest li encantava la construcció originària i li desagradava completament l'annexa que havia construït el senyor Cabanyes. És per això, que va decidir centrar tots els seus esforços i diners en la restauració i rehabilitació de la torre. Tal va ser la despesa en les obres, que el Doctor, igual que el seu predecessor es va acabar arruïnant també, i no va tenir més remei que vendre’s també la finca. En l'actualitat, és propietat privada d'una associació, d'entre els quals hi ha el propietari del famós restaurant de Lloret conegut com “El Trull”.